# Wimmeria concolor
Wimmeria concolor là một loài thực vật có hoa trong họ Dây gối. Loài này được Schltdl. & Cham. miêu tả khoa học đầu tiên năm 1831.